# Ingo Zechner

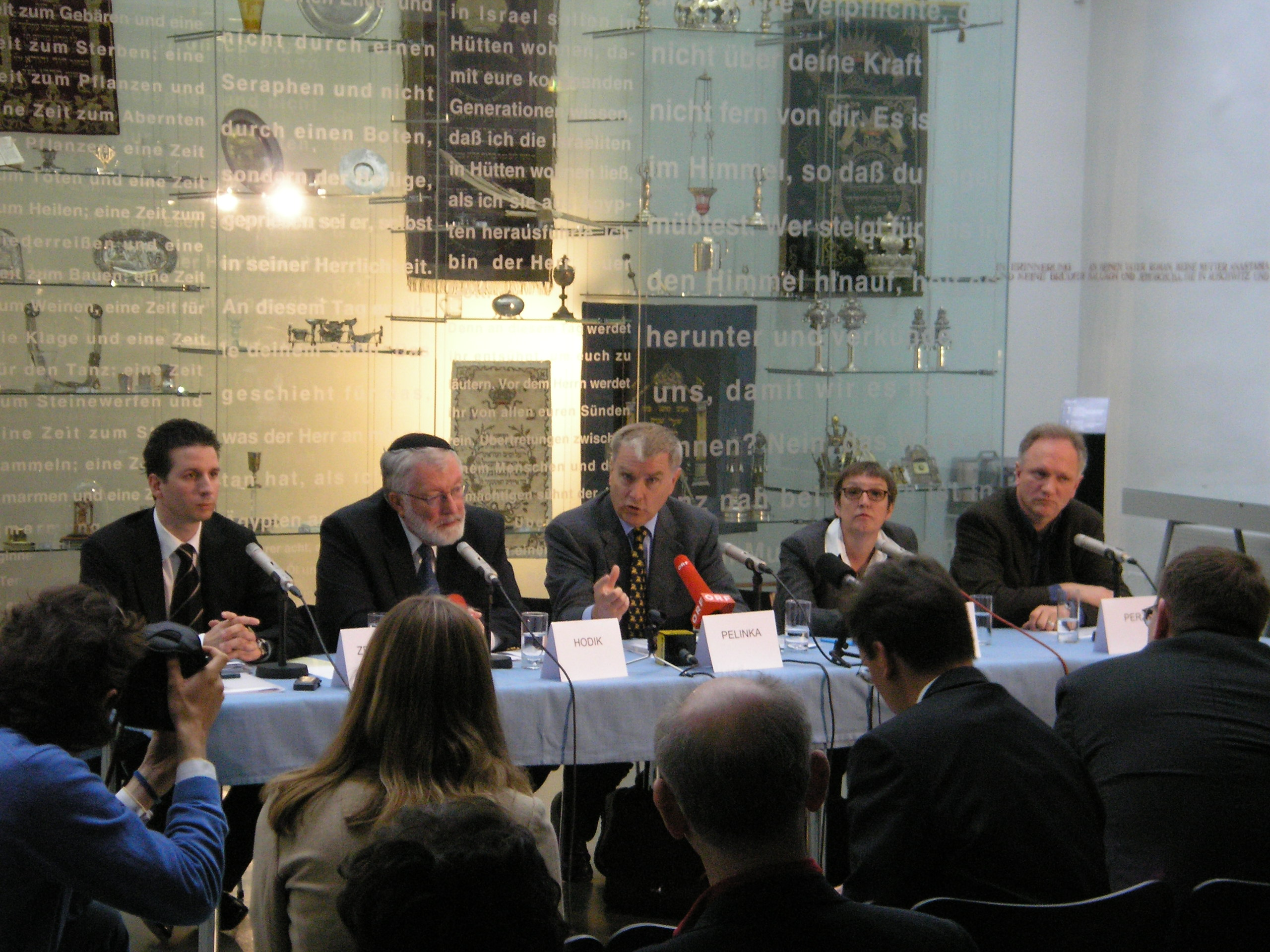
Ingo Zechner (Erster von links) bei der Pressekonferenz zur Gründung des Wiener Wiesenthal Institut für Holocaust-Studien (VWI) im Juni 2006

Ingo Zechner (* 24. Dezember 1972 in Klagenfurt, Österreich) ist Philosoph und Historiker. Er leitet das Ludwig Boltzmann Institute for Digital History (LBIDH) in Wien.
Zu seinen Forschungsschwerpunkten zählen Zeit und Gedächtnis, Ästhetik (insbesondere Bildwissenschaft), Film, Digitale Medien und Holocaust Sudies. Weitere Forschungsschwerpunkte zum Begriff der Moderne in den Bereichen Kulturphilosophie, Cultural Studies, Poststrukturalismus (Michel Foucault, Gilles Deleuze, Jacques Derrida).

## Leben
Von 1991 bis 1997 studierte er Geschichte und Philosophie an der Universität Wien; von 1997 bis 2001 folgte ein Doktoratsstudium der Philosophie an der Universität Wien bei Hans-Dieter Bahr.
Von 2000 bis 2008 war Zechner als Historiker für die Israelitische Kultusgemeinde Wien tätig. Im Rahmen der Anlaufstelle der Israelitischen Kultusgemeinde Wien für jüdische NS-Verfolgte in und aus Österreich, die er von 2003 bis 2008 leitete, beschäftigte er sich mit NS-Vermögensentzug und Restitution. Arbeitsschwerpunkte waren Kunstrestitution und Naturalrestitution von Liegenschaften, die Erforschung des Vermögens der jüdischen Organisationen Österreichs, die Wiederherstellung des Archivs der Israelitischen Kultusgemeinde Wien und die Konzeption des Wiener Wiesenthal Instituts für Holocaust-Studien (VWI). 2002–2008 war Zechner Mitglied der Kommission für Provenienzforschung, 2003–2008 Mitglied der Wiener Rückstellungs-Kommission. Von Januar bis Anfang November 2009 war er Geschäftsführer des Wiener Wiesenthal Instituts für Holocaust-Studien (VWI).
2010 bis 2011 war Zechner als Forscher am Verein für Geschichte der Arbeiterbewegung (VGA) in Wien tätig, seit 2011 ist er wissenschaftlicher Mitarbeiter am Ludwig Boltzmann Institut für Geschichte und Gesellschaft (LBIGG) in Wien, seit 2015 dessen Leiter. Das Institut wurde 2019 in das Ludwig Boltzmann Institute for Digital History (LBIDH) transformiert. Von 2013 bis 2016 war er Stv. Direktor und Wissenschaftskoordinator des IFK Internationales Forschungszentrum Kulturwissenschaften in Wien.
Verschiedene Lehrtätigkeiten, 1997–2000 am Institut für Philosophie der Universität Wien (gemeinsam mit Hans-Dieter Bahr), 2003–2004 am Institut für Zeitgeschichte der Universität Wien.
2004 war Zechner BTWH/IFK-Visiting Scholar am German Department der University of California, Berkeley, 2013 Raab Foundation Fellow am Center for Advanced Holocaust Studies (United States Holocaust Memorial Museum) in Washington, D.C.
Mitarbeit in und Leitung von zahlreichen Forschungsprojekten. Vortragstätigkeit in Österreich, Deutschland, der Schweiz, Frankreich, Griechenland, Schweden, Island, Polen, Russland, Israel, Kanada und in den USA.

## Schriften (Auswahl)
Monographien
- Bild und Ereignis. Fragmente einer Ästhetik. Turia+Kant, Wien 1999, ISBN 3-85132-228-2
- Deleuze. Der Gesang des Werdens. Wilhelm Fink Verlag, München 2003, ISBN 3-7705-3915-X

Sammelbände
- Die helle und die dunkle Seite der Moderne. Festschrift für Siegfried Mattl zum 60. Geburtstag. Turia+Kant, Wien 2014 (gemeinsam mit Werner Michael Schwarz), ISBN 978-3-85132-751-9.
- Abenteuer Alltag. Zur Archäologie des Amateurfilms. Synema, Wien 2015 (gemeinsam mit Siegfried Mattl, Carina Lesky und Vrääth Öhner), ISBN 978-3-901644-63-4

Texteditionen
- Das Rote Wien. Schlüsseltexte der Zweiten Wiener Moderne 1919–1934. De Gruyter Oldenbourg, Berlin/Boston 2020 (gemeinsam mit Rob McFarland und Georg Spitaler). ISBN 978-3-11-064003-8; ISBN 978-3-11-064162-2 (PDF); ISBN 978-3-11-064208-7 (EPUB)
- The Red Vienna Sourcebook. Camden House, Rochester NY 2020 (gemeinsam mit Rob McFarland und Georg Spitaler). ISBN 978-1-57113-355-7 (Hardcover); ISBN 978-1-64014-067-7 (Paperback); ISBN 978-1-78744-610-6 (PDF)

Ausstellungskataloge
- Ordnung muss sein. Das Archiv der Israelitischen Kultusgemeinde Wien. Jüdisches Museum Wien, Wien 2007 (gemeinsam mit Felicitas Heimann-Jelinek und Lothar Hölbling), ISBN 978-3-901398-45-2